# Capella romana de Luxor
La capella romana de Luxor fou una capella construïda pels romans al temple de Karnak, a Luxor. Està a l'entrada del temple a la dreta i a la vora té unes parets i 11 pedestals amb les estàtues d'onze emperadors. La primera estructura romana del temple data de finals del segle iii.